# Roy Miller
Roy Miller Hernández, mais conhecido como Roy Miller (San José, 24 de novembro de 1984), é um futebolista costa-riquenho que atua como zagueiro. Atualmente, joga pelo Deportivo Saprissa.